# Шевцов, Иван Михайлович
Ива́н Миха́йлович Шевцо́в (9 сентября 1920, Гомельская губерния, РСФСР — 17 января 2013) — русский советский писатель, редактор, журналист.

## Биография
Родился в бедной многодетной семье. Ещё будучи учеником 6-го класса семилетней школы, активно сотрудничал в шкловской районной газете. Окончил Саратовское училище погранвойск.
Участвовал в советско-финской и Великой Отечественной войне, был командиром разведывательно-диверсионного отряда. Подполковник, при демобилизации получил звание полковника запаса.
После войны сотрудничал с рядом изданий, работал в журнале «Пограничник», в газете «Красная звезда», собкором «Известий» в Польше, Болгарии. Окончив Литинститут (1952), работал заместителем редактора газеты «Советский флот» и журнала «Москва» (с 1957). С 1950-х годов начинает писать и публиковать свои романы. В 1958 году Воениздат опубликовал две книжки рассказов Шевцова — «Старые знакомые» и «Сильные люди».
Несмотря на значительное число изданных книг, членом Союза писателей СССР Шевцов смог стать лишь в 1979 году; А. М. Борщаговский в письме к В. Я. Курбатову писал с сожалением: «…На днях организация ещё двинулась вниз, шагнув сразу на две-три тёмные ступеньки, — в члены Союза пройдёт Иван Шевцов, автор „Тли“ и многих других злобных графоманских сочинений».
До середины 1990-х годов возглавлял Общественный совет УВД Московской области, позднее оставался его членом.
В 1997 году 77-летний писатель женился на литературоведе, докторе филологических наук Л. И. Щеблыкиной (Шевцовой), дочери литературоведа И. П. Щеблыкина.
Про злоупотребление Шевцовым алкоголем писал Иван Дроздов в своей книге «Унесённые водкой. О пьянстве русских писателей».

### Роман «Тля»
«Тля» — наиболее резонансный текст Шевцова — был написан в 1949 году, но тогда опубликовать его не удалось. В 1964 году этот «роман-памфлет» вышел в свет в издательстве «Советская Россия». В издании «Soviet and East European Abstracts Series» сказано, что роман «Тля» «вызвал литературный скандал в Москве ввиду грубых нападок автора на мир искусства».
Сюжет построен на противопоставлении работ и идей художников-соцреалистов всевозможным инновациям и заимствованиям у Запада, работам художников, идущих по мнению автора у Запада на поводу. Венчается — торжеством по поводу разгрома последних: концовка приурочена к скандальным событиям вокруг посещения Никитой Хрущёвым художественной выставки.

В начале 50-х годов я предложил роман издательству «Молодая гвардия» и нашел там поддержку. Со мной заключили договор, и рукопись романа была отправлена в набор. … Одновременно роман был принят в ленинградском журнале «Нева». Но неожиданно, как это нередко случалось, идеологический ветер подул в другую сторону. Рукопись романа возвратили автору «до лучших времен», в наступление которых я не очень верил и положил роман в свой архив, где он и пролежал 12 лет. …Неожиданно сверкнули «лучшие времена»: Хрущев в центральном выставочном зале «Манеж» произвел разнос художников-модернистов. Вечером мне позвонил Вучетич и приподнятым голосом сообщил «грандиозную новость»: о выступлении Хрущева в «Манеже».
— Подробности лично! — возбужденно сказал он. — У меня сейчас Герасимов, Лактионов и другие товарищи, мы только что из «Манежа». Немедленно приезжай. У тебя же есть роман о художниках. Сейчас он ко времени.
У меня в это время была высокая гриппозная температура, и поехать я не мог, но напоминание о «Тле» принял к сведению. Извлек из архива рукопись, быстро написал эпилог и дня через три с рукописью зашел к директору издательства «Советская Россия» Е. Петрову, который слушал речь Хрущева в «Манеже», и попросил его лично прочитать роман. На другой день мне позвонил Петров, сказал, что роман прочитал и пригласил приехать заключить договор.
— Иван Шевцов. Предисловие к роману «Тля»
Роман написан достаточно своеобразным языком, однако в целом даёт достаточно полное представление о кулуарной жизни столичной художественной тусовки того времени, то есть ценен скорее как публицистика, как документ эпохи, а не как полноценное художественное произведение. По стилистике изложения можно было бы смело отнести его к производственным романам, если бы только там было производство. Но основная его тема — сплетни, интриги, страсти по поводу рецензий, отзывов в книге посещения выставок, субъективные оценки выведенных под псевдонимами личностей, «компромат» (изданная тиражом 500 экземпляров неудачная ранняя автобиография художника Барселонского, которые стремились выкупить его поклонники), бракоразводные истории, обличение некомпетентных журнальных критиков и прочее подобное. Неудивительно, что всем этим роман взволновал и привлек к себе повышенное внимание прогрессивной художественной интеллигенции, получившей от его автора собирательный эпитет «тля» в добавление к тому, что о ней сказал Хрущёв.
Роман «Тля» стал своего рода поворотной вехой в биографии Шевцова. Вскоре он был уволен из журнала «Москва», и его карьера журналиста (но не литератора) на этом завершилась. Затем военный пенсионер Шевцов продолжил литературную деятельность; был участником позднесоветских неофициальных кружков русско-националистического толка.

## Критика
Отдельными критиками книги Шевцова рассматриваются как ксенофобские и антисемитские. В первую очередь, это относится к роману «Тля». Николай Митрохин — историк и обществовед, автор монографии о т. н. «русской партии» — пишет, что книги Шевцова «основаны на антисемитском мифе», а также популяризируют производную легенду о «кремлёвских жёнах» (имеющих реальную или предполагаемую еврейскую этничность). Литературный критик Алексей Колобродов характеризует Шевцова как «славного некогда ретрограда с устойчивой репутацией антисемита». Историк Игорь Курляндский называл Шевцова принципиальным антисемитом. В то же время у Шевцова есть и защитники. Как писал Олег Кашин, сам Шевцов считал себя не антисемитом, а «борцом с сионизмом».
В Краткой литературной энциклопедии роман Шевцова «Тля» упоминается в статье «Пасквиль». Согласно КЛЭ, «Тля», где «представители советской художественной интеллигенции подверглись обвинению в аморализме, подлогах, плагиате и т. п.», встретила — как и другие попытки создания литературных пасквилей — «возражения советской общественности и печати». Партийный идеолог Александр Яковлев в известной статье «Против антиисторизма» (1972), говоря о неприемлемости «нигилистического отношения к интеллигенции» (которое, по Яковлеву, основано на неправильном понимании социалистического прогресса), упомянул «истерические писания» Ивана Шевцова.
Ицхак Брудный, израильский историк и политолог, упоминает «Тлю» и характеризует её как «оголтело антиинтеллектуальный сталинистский роман» (англ. rabidly anti-intellectual, Stalinist novel). Согласно воспоминаниям самого Шевцова, положительно отозвался о «Тле» помощник Л. И. Брежнева Виктор Голиков в 1970 году: «проблемы в „Тле“ подняты наболевшие, и о них надо говорить во весь голос».
По мнению доктора филологических наук, профессора Тверского государственного университета Владимира Юдина, романы Шевцова — это «остросюжетное, психологически углублённое философское повествование о многострадальной судьбе России в роковом для неё двадцатом столетии».
Николай Митрохин цитирует высказывание Сергея Семанова: «В отличие от своих скучных книг, Шевцов очень живой и интересный человек». Однако Семанов также заявлял, что «патриотическая страсть и прямота [романов Шевцова] с лихвой перекрывают эстетические изъяны». Литературный критик Владимир Бондаренко отмечает, что в романах Шевцова «много полемики, остроты, социальности, но не хватает художественного дыхания»..
Сергей Семанов писал, что в произведениях Шевцова «Любовь и ненависть» и «Набат» «разоблачалась подрывная деятельность западных спецслужб и сионистского подполья» в СССР, «раскрывался паразитизм и антирусский характер космополитической интеллигенции и её покровителей в ЦК КПСС».
Олег Кашин писал, что не сомневается — Шевцов «всегда делал то, что диктовала ему его совесть». При этом Кашин называет Шевцова «маньяком, помешанным на жёнах-еврейках и прочих щупальцах мирового сионизма». Позже, в некрологе Шевцову, Кашин назвал Шевцова «самым деятельным и, каламбур, креативным оппонентом шестидесятнического креативного класса», отметив, однако, что Шевцов остался в советском обществе маргинальной фигурой, не оказавшей серьёзного влияния.

## Награды
- Орден Отечественной войны 2-й степени (11.03.1985)
- Медаль «За отвагу» (19.12.1941[29])

## Произведения
- Избранные произведения в 3 томах. — М.: Воениздат, 1988 — 100 000 экз. В трёхтомник вошли произведения: «Семя грядущего», «Среди долины ровныя», «Свет не без добрых людей», «Во имя отца и сына», «Любовь и ненависть»
- Тля — 1964, 2000, 2014
- Юность Болгарии. Очерки о молодёжи новой Болгарии. — 1954.
- На краю света. Записки офицера. — М., 1960
- Евгений Викторович Вучетич. — Л.: Художник РСФСР, 1964.
- Свет не без добрых людей — 1962, 1963 (два издания), 1980
- Подвиг богатыря. — Тамбов, 1960 (второе и третье издания под названием «Орёл смотрит на солнце»)
- Во имя отца и сына. — М.: Московский рабочий, 1970 — 400 с., 65 000 экз.
- Любовь и ненависть — М., 1970.
- Семя грядущего — 1964, 1969, 1980
- Набат. — М., Современник, 1975, 1978.
- Бородинское поле. — М., 1977, переиздания — 1980, 1981, 1985
- Остров дьявола (1978—84)
- Грабёж. М., 1988, 1990
- Лесные дали. — М., 1978, 1986.
- Голубой бриллиант. — М., 1998. (в книгу также вошли произведения «Крах» и «Что за горизонтом?»)
- Последний роман. — М., Витязь, 1998